# Mariano Maino
Mariano Maino (Santa Fe Capital, Provincia de Santa Fe, Argentina, 19 de agosto de 1983) es un futbolista argentino. Juega como arquero y su primer equipo fue San Cristobal. Actualmente se encuentra retirado jugando fútbol amateur

## Clubes
| Club                       | País      | Año       |
| -------------------------- | --------- | --------- |
| Central Norte              | Argentina | 2005-2008 |
| Guaraní Antonio Franco     | Argentina | 2008-2009 |
| Central Norte              | Argentina | 2009-2013 |
| Juventud Antoniana         | Argentina | 2013-2015 |
| Unión de Villa Krause      | Argentina | 2016      |
| Central Norte              | Argentina | 2016-2018 |
| Villa San Antonio          | Argentina | 2019      |
| San Antonio de Campo Santo | Argentina | 2019      |
| Deportivo La Merced        | Argentina | 2020-act. |